# Ben Cayetano

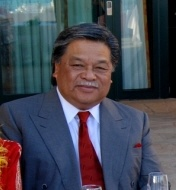
Ben Cayetano

Benjamin Jerome "Ben" Cayetano, född 14 november 1939 i Honolulu, är en amerikansk demokratisk politiker. Han var Hawaiis guvernör 1994-2002. Han är den första amerikanen av filippinsk härkomst som har varit guvernör i en amerikansk delstat.
Cayetano studerade vid Los Angeles Harbor College och University of California, Los Angeles. Han avlade 1971 juristexamen vid Loyola University (numera Loyola Marymount University).
Cayetano var Hawaiis viceguvernör 1986-1994. Han efterträdde 1994 John Waihee som guvernör. Han besegrade mycket knappt Linda Lingle i guvernörsvalet 1998. Han fick inte kandidera till en tredje mandatperiod och han efterträddes som guvernör av Lingle.